# Elfenbeinmöwe
Die Elfenbeinmöwe (Pagophila eburnea) ist eine Art der Möwen (Larinae) und die einzige rezente Vertreterin der Gattung Pagophila. Sie ist ein Brutvogel der Arktis, der in Europa nur als seltener Ausnahmegast auftritt. In Fennoskandinavien und Großbritannien gibt es fast alljährlich Beobachtungen, in Mitteleuropa sind die Niederlande das Land mit den häufigsten Sichtungen dieser Möwenart.

## Beschreibung
Die Elfenbeinmöwe ist 40 bis 44 Zentimeter groß, die Flügelspannweite liegt zwischen 110 und 120 Zentimeter und das Gewicht bei 450 bis 690 Gramm. Auffallend ist die Silhouette, welche an die der Dreizehenmöwe erinnert. Das adulte Tier ist vollkommen weiß. Im ersten Winterkleid zeigt es sich mit einem weißen Federkleid mit regelmäßig angeordneten braunschwarzen Punkten und einem „schmutzig“ erscheinenden Gesicht, Jungvögel sind ebenso gefiedert. Die Beine sind kurz und schwarz.

## Lebensraum
Die Elfenbeinmöwe brütet auf Inseln der Arktis. Brutgebiete finden sich unter anderem in Kanada, dem Osten und Norden Grönlands, Spitzbergen, auf dem Franz-Joseph-Land bis Sewernaja Semlja. Sie überwintert auch überwiegend in der Arktis. Die dem festländischen Europa nächstgelegene Brutkolonie befindet sich im äußersten Nordosten von Spitzbergen. 
Während des Sommerhalbjahrs halten sich einzelne Individuen bis in Polnähe auf. Im Winter ist die Nordgrenze der Verbreitung etwa die Packeisgrenze. Die Elfenbeinmöwen wandern mit dem Treibeis nach Süden, wobei einzelne Individuen auch sehr viel weiter nach Süden gelangen. So werden mitunter Individuen auch in New York oder New Jersey gesichtet. Gelegentlich kommt aber auch eine Möwe nach Mitteleuropa. 1997 wurde ein Exemplar am Strand von St. Peter-Ording beobachtet und 2006 ein weiteres auf der Insel Lolland.

## Ernährung
Die Nahrung der Elfenbeinmöwe besteht aus Fischen, Exkrementen von Robben und Eisbären, aber auch aus Überresten von deren Beute sowie aus Aas und Abfällen. 

## Fortpflanzung

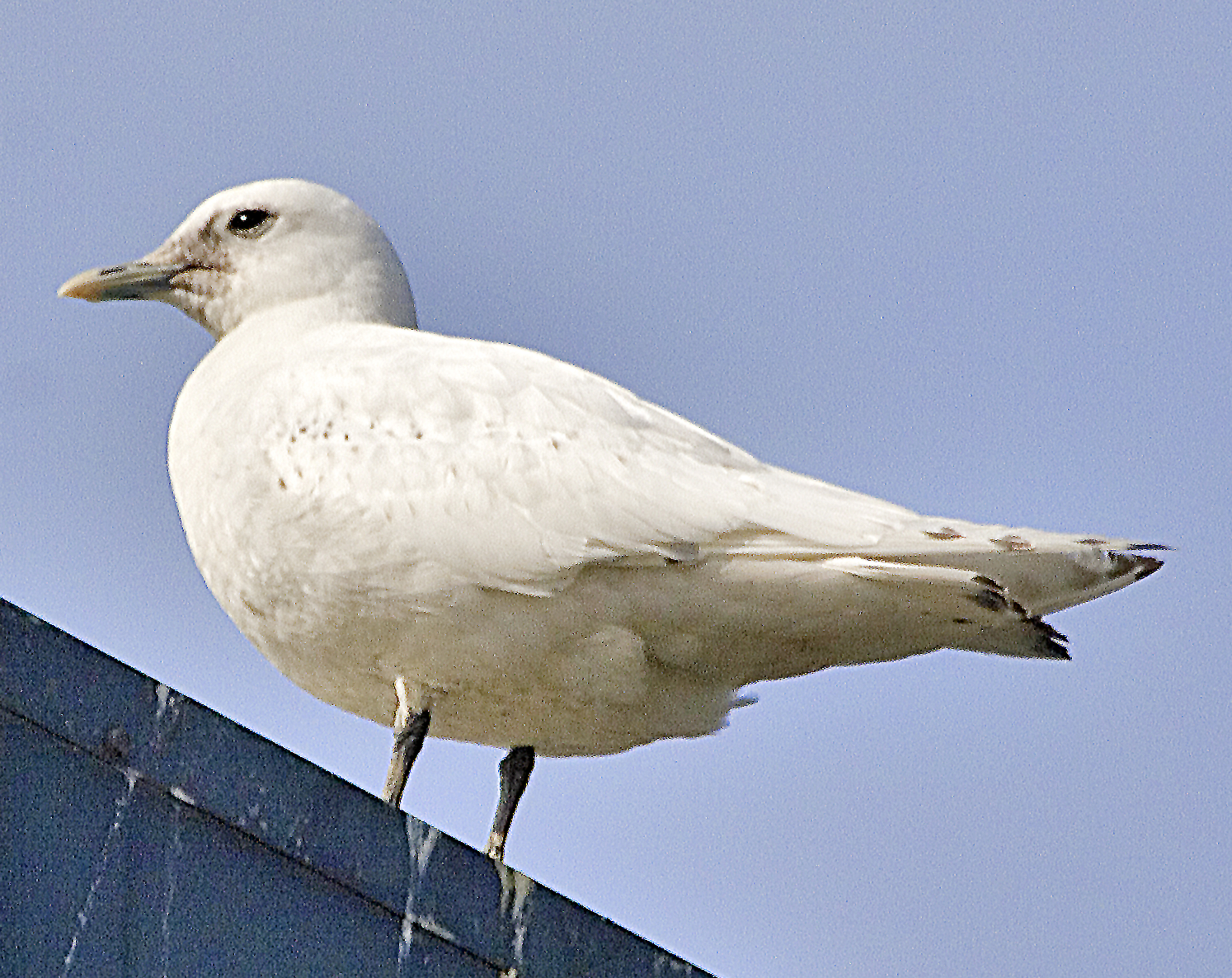
Jungvogel in Anchorage, Alaska

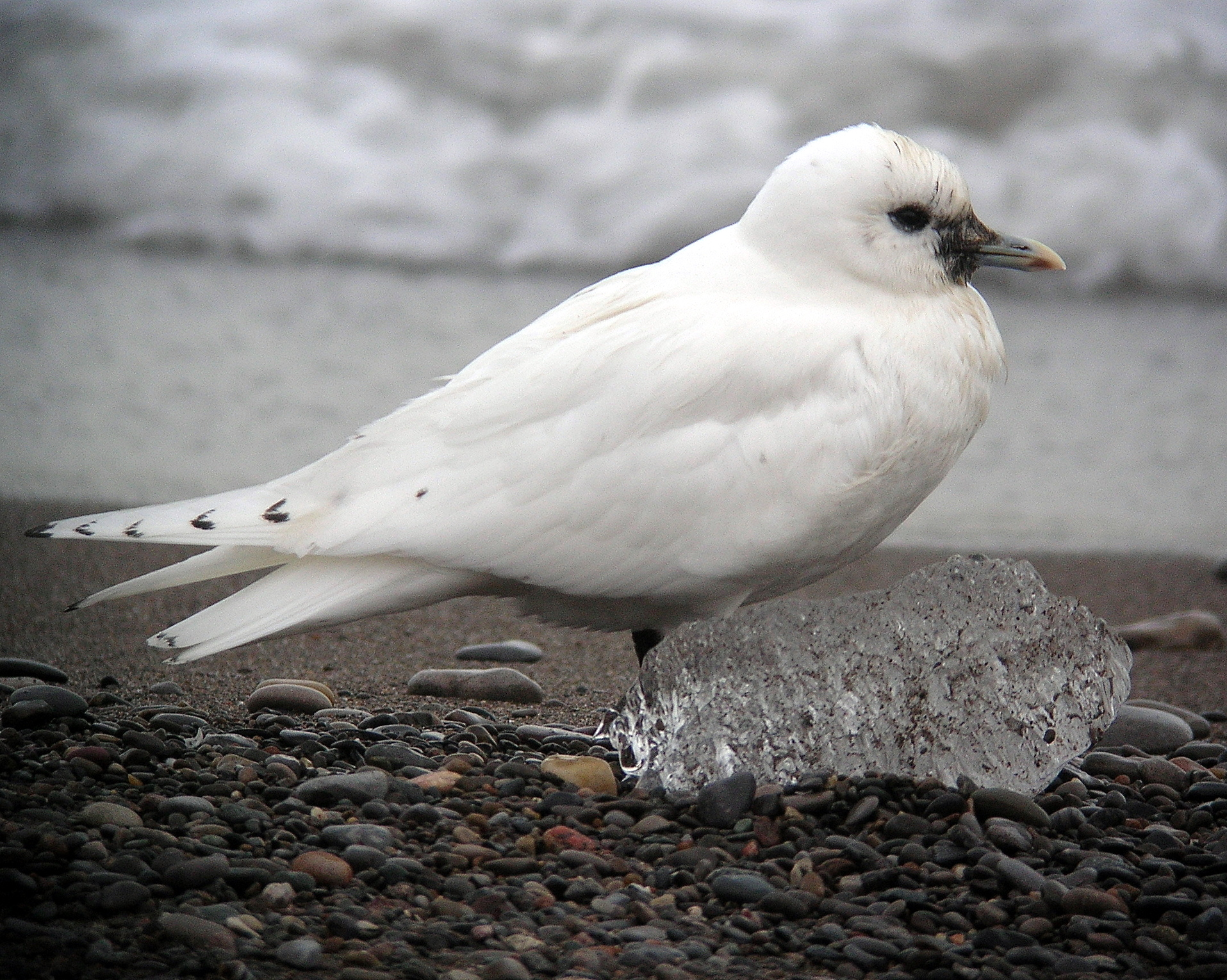
Jungvogel

Es ist bislang nicht bekannt, wann Elfenbeinmöwen ihre Geschlechtsreife erreichen. Sie führen eine monogame Saisonehe und legen ihre Nester auf Kies- und Geröllstränden und Felsbändern von Klippen direkt an der Küste sowie gelegentlich etwas tiefer im Binnenland an. Die Paare bilden sich am Brutplatz. Die Brutkolonien sind klein und aufgelockert. 
Die Nester sind flache Vertiefungen, die mit etwas Pflanzenmaterial ausgelegt werden. Dabei werden oft auch einige Federn verbaut. Der Legebeginn ist ab Mitte Juni und endet Mitte Juli. Die Gelege bestehen gewöhnlich aus zwei Eiern. Diese sind spindelförmig mit einer helloliven bis beigen Farbe. Sie weisen schwarze, oliv- und beigebraune Punkte und Kleckse auf sowie graue Markierungen. Die Brutdauer beträgt 24 bis 25 Tage. Beide Elternvögel brüten und füttern die Jungvögel. Die Nestlingsdauer beträgt etwa 30 Tage.
Der älteste bislang wieder gefundene Ringvogel erreichte ein Alter von 13 Jahren.

## Bestand
Die Schätzungen für die Weltpopulation der Elfenbeinmöwe gehen weit auseinander. Es werden Zahlen zwischen 10.000 und 100.000 Brutpaaren vermutet sowie 75.000 noch nicht brütende Individuen. Die europäische Brutpopulation beträgt 3.100 bis 11.000 Brutpaare, wobei der Bestandstrend unklar ist. Der Schwerpunkt der europäischen Populationen liegt in Russland, wo etwa 2.500 bis 10.000 Brutpaare brüten. Der grönländische Brutbestand wird auf 500 bis 1.000 Paare geschätzt und auf Spitzbergen sind 50 bis 200 Brutpaare beheimatet. Insbesondere auf Spitzbergen war der Bestand zu Beginn der Jahrtausendwende rückläufig.
Ursache des Rückgangs ist der gebietsweise Rückgang des Eisbären als bedeutender Nahrungslieferant. Es wird außerdem vermutet, dass die Art auch auf die zunehmende touristische Nutzung ihres Brutgebietes empfindlich reagiert.

## Belege

### Einzelbelege
1. ↑  Hans-Günther Bauer, Einhard Bezzel und Wolfgang Fiedler (Hrsg.): Das Kompendium der Vögel Mitteleuropas: Alles über Biologie, Gefährdung und Schutz. Band 1: Nonpasseriformes – Nichtsperlingsvögel, Aula-Verlag Wiebelsheim, Wiesbaden 2005, ISBN 3-89104-647-2, S. 577
2. ↑   Bauer et al., S. 577
3. 1 2 3 4   Bauer et al., S. 578